# Svenskt porträttgalleri
Svenskt porträttgalleri est une encyclopédie biographique suédoise publiée de 1895 à 1913 et éditée par Hasse W. Tullberg (sv).
L’initiative de la publication a été prise en 1895 par l’éditeur de livres Hasse W. Tullberg. Les différentes parties ont été publiées par des éditeurs spéciaux possédant une connaissance particulière du domaine dans lequel le groupe agissait. Hildebrand a lui-même édité les parties touchant le clergé, les ingénieurs et les parlementaires ainsi que le registre général. Le livre contient des portraits et des données biographiques sur environ 20 600 suédois « d'hommes et de femmes qui, à l'heure actuelle, travaillent dans les secteurs importants de la vie de la société suédoise et que le grand public a de ce fait intérêt à connaître ». Les informations fournies sont considérées comme très précises et fiables. En 1913, Hildebrand établit un registre général de 849 pages contenant des données supplémentaires sur toutes les personnes mentionnées. Dans le même temps, tous les livrets ont à nouveau été publiés et sont maintenant regroupés en 17 groupes, y compris le registre général.

## Volumes
| Volume | Année | Sujet |
| ------ | ----- | --- |
| 1      | 1895  | Famille royale de Suède |
| 2      | 1899  | Cour royale de Suède |
| 3      | 1899  | Le Conseil du roi, la Cour suprême, Royal. Secrétariat de May, missions, consulats suédois et norvégiens rémunérés, consulats et vice-consulats |
| 4      | 1900  | |
| 5      | 1896  | |
| 6      | 1903  | |
| 7      | 1901  | Officiers de l'armée et état civil |
| 8      | 1902  | Officiers de marine et état civil, État pilote, enseignant de la marine, directeur d'école de navigation                                        |
| 9      | 1908  | |
| 10     |       | clergé |
| 11     | 1896  | Université de Lund et d'Uppsala. Institut Karolinska, Université de Stockholm, Université de Göteborg                                           |
| 12     |       | Corps d'enseignants dans les établissements d'enseignement supérieur, séminaires, établissements d'enseignement individuels                     |
| 13     | 1911  | Médecin |
| 14     | 1904  | Les membres des académies ainsi que des communautés sages et savantes                                                                           |
| 15     | 1900  | auteur |
| 16     | 1910  | journalistes |
| 17     | 1905  | Ingénieur |
| 18     | 1907  | Pharmacien |
| 19     | 1903  | Banquier |
| 20     | 1901  | Architectes, sculpteurs, peintres, dessinateurs, graphistes, modèle et industriels d'art                                                        |
| 21     | 1897  | Artistes |
| 22     | 1906  | Commerce, industrie et navigation à Stockholm                                                                                                   |
| 23     | 1903  | |
| 24     |       | Vétérinaires et dentistes |
| 25     |       | Première et deuxième chambres du Parlement 1867-1904                                                                                            |
| 26     | 1913  | Registre général |